# II. János Pál pápa
II. János Pál pápa (latinul: Ioannes Paulus PP. II; olaszul: Giovanni Paolo II; lengyelül: Jan Paweł II; született: Karol Józef Wojtyła kiejtéseⓘ) katolikus nevén Szent II. János Pál pápa (Wadowice, 1920. május 18. – Róma, 2005. április 2.) a katolikus egyház feje 1978-tól haláláig.
II. János Pált 1978. október 16-án választották pápává. Október 22-én, szabad ég alatt, a Szent Péter-bazilika előtti téren mutatta be székfoglaló szentmiséjét, melyen 117 bíborossal karöltve és mintegy negyedmillió emberrel imádkozott együtt. 264. volt az egyházfők sorában, 455 év óta az első nem olasz származású, és az összes addigi pápa között a legelső, aki egy szláv nép fia. Ezért különösen magáénak érezte azoknak a népeknek a felhívását, akikhez a két szent testvér, Cirill és Metód fordult.
Pápai tevékenységét végigkísérte a népek és vallások közti egyetértés elősegítése, ennek jegyében bocsánatot kért az egyház múltbéli bűneiért. Erkölcsi tanításában konzervativizmus, valamint az emberi élet és méltóság melletti kiállás jellemezte. Társadalmi kérdésekben egyaránt kritizálta a „létező” szocializmust és a kapitalizmust. Szorgalmazta a keresztény gyökerek megemlítését az Európai Unió alkotmányában. A béke híve volt, többször felemelte szavát a háborúk ellen.
Több mint 100 utazást tett külföldre, nagyobb utat járt be, mint az összes addigi pápa. A világsajtó hamar elkeresztelte „utazó pápá”-nak. 1338 embert avatott boldoggá és 482-t szentté. Boldoggá avatta többek között Kalkuttai Teréz anyát 2003-ban; a magyar szentek közül ő avatta szentté Kingát, IV. Béla király egyik lányát 1999-ben, valamint Hedviget, Nagy Lajos leányát. 2004-ben pedig boldoggá avatta IV. Károlyt.
II. János Pál volt a harmadik leghosszabb ideig hivatalban lévő pápa Szent Péter és IX. Piusz után. Kétségtelenül ő a történelem eddigi legismertebb és legközkedveltebb pápája, ugyanakkor a legismertebb lengyel a világon.
Utóda, XVI. Benedek pápa 2011. május 1-jén boldoggá avatta és ünnepét október 22. napjában jelölte meg, majd 2013. július 5-én Ferenc pápa aláírta a szentté avatásához szükséges dokumentumot. Szentté avatására 2014. április 27-én, az Isteni irgalmasság vasárnapján került sor, XXIII. János pápával együtt.

## Élete

### Lengyelországtól a pápává választásig
Karol Józef Wojtyła a dél-lengyelországi, Krakkótól 50 km-re fekvő Wadowicében született. Édesapja, Karol Wojtyła katonatiszt volt az Osztrák–Magyar Monarchiában, édesanyja, Emilia Kaczorowska tanítónő. Hívő katolikus családból származott. Karol három gyermek közül a legfiatalabb volt, de nővére meghalt, mire ő megszületett. A Karol nevet apja azért adta fiának, mert nagy tisztelője volt IV. Károly magyar királynak.
1929-ben édesanyját, 1932-ben orvos bátyját, Edmundot, 1941-ben édesapját is elvesztette. Érettségi után beiratkozott a krakkói Jagelló Egyetemre és egy színjátszó iskolába. A náci megszállás idején az egyetemet bezárták, ekkor egy kőbányában, majd egy vegyi üzemben dolgozott. Sokat sportolt (síelt, túrázott, kajakozott, úszott és focizott), és különböző színjátszókörökben is részt vett.
1942-ben jelentkezett az illegalitásban működő krakkói szemináriumba. Ebben az időben színtársulatban is játszott. 1946. november 1-jén szentelték pappá. Ezután a Krakkói főegyházmegye érseke Rómába küldte, hogy doktori tanulmányokat folytasson. Ezalatt elzarándokolt a híres stigmatizálthoz, Pio atyához, aki megjósolta neki, hogy egy napon övé lesz „a legmagasabb tisztség az Egyházban”. És, akit 2002-ben éppen ő emelt a szentek sorába. 1948-ban visszatért Lengyelországba. 1949-től a Szent Flórián-templom plébánosaként és egyetemi lelkipásztorként működött. 1951–1953 között teológiai és filozófiai tanulmányokat folytatott, majd az erkölcsteológia professzora lett.
1958-ban szentelték püspökké és nevezték ki krakkói segédpüspökké. 1964. január 13-án Krakkó érseke lett, 1967. június 26-án pedig bíboros. Részt vett a második vatikáni zsinaton (1962-1965). 1978-ban, VI. Pál pápa halála után tagja volt a konklávénak, amely megválasztotta I. János Pál pápát, aki 33 nap uralkodás után máig nem tisztázott körülmények közt elhunyt. Wojtyła érsek visszatért Rómába, hogy részt vegyen az újabb pápaválasztáson. 1978. október 16-án őt választották pápává.
Wojtyła elődje tiszteletére vette fel a II. János Pál nevet. Mint I. János Pál, ő is eltökélte, hogy kevesebbet ad a ceremóniákra, és hű marad ahhoz, amit „Servus Servorum Dei” címe kifejez (Isten szolgáinak szolgája). Egyszerűbb beiktatási ceremóniát akart, és nem viselte a pápai tiarát.

### Merényletkísérletek
1981. május 13-án egy török férfi, Mehmet Ali Ağca rálőtt II. János Pálra, amit a pápa túlélt. Életben maradását a fátimai Szűzanya csodálatos közbenjárásának tulajdonította. Egyes feltevések szerint a bolgár titkosszolgálat, végső soron pedig a Szovjetunió állt a merénylet mögött, mivel tartott a pápával szoros kapcsolatban álló lengyel Szolidaritás mozgalomtól. A pápa később meglátogatta merénylőjét a börtönben és megbocsátott neki. Ağcát Olaszországban 30 év börtönbüntetésre ítélték, de 2000-ben a pápa közbenjárására kegyelmet kapott. Innen Törökországba vitték, ahol újra börtönbe került korábban elkövetett bűncselekményekért. 2006 januárjában szabadon engedték, de ez később tévedésnek bizonyult, így vissza kellett térnie a börtönbe. A Vatikán álláspontja szerint a fátimai titkok közül a harmadik, melyet csak 2000-ben hoztak nyilvánosságra, ezt a merényletet jövendölte meg.
1982. május 12-én a portugáliai Fátimában egy spanyol pap újabb merényletet próbált elkövetni a pápa ellen, de a testőrség megállította. A merénylő nem értett egyet a második vatikáni zsinat határozataival, a pápát pedig Moszkva ügynökének tartotta. Hét év börtönbüntetésre ítélték, majd száműzték Portugáliából.

### Életének utolsó hónapjai

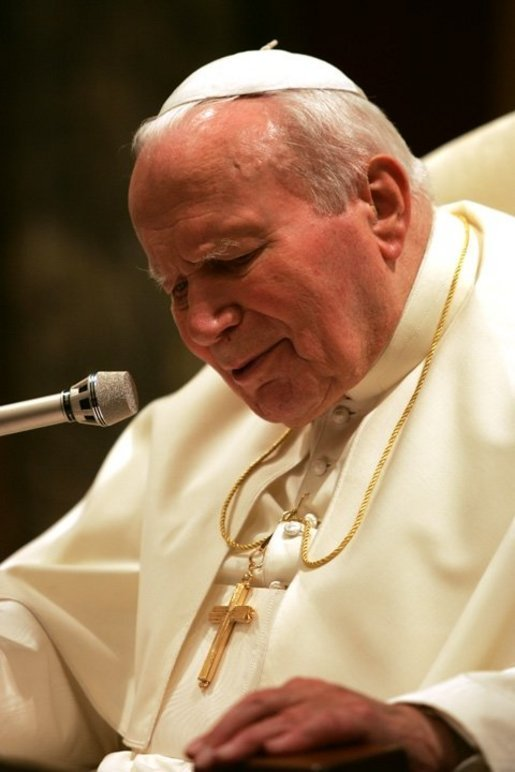
2004-ben

Jóllehet IX. Piusz 1846-os megválasztása óta ő volt a legfiatalabb pápa, huszonöt év apostoli tevékenység és két merénylet után egészsége már nem volt a régi. 1991-ben állapította meg egy orvos, hogy a pápa Parkinson-kórban szenved (a Szentszék csak halála után erősítette meg a hírt.) Utolsó éveiben gyakran vetették fel, hogy mondjon le pápaságáról gyöngülése miatt, ő azonban tartotta magát a gyakorlathoz, ami szerint a pápa nem mond le betegség miatt, hanem haláláig ül a trónján, Istenre bízva a döntést, hogy meddig kell betöltenie hivatalát.
2005. február 1-jén a pápát kórházba szállították, mert influenzától és torokgyulladástól szenvedett. Bár ebből még felépült, pápasága óta először nem tudott részt venni a hamvazószerdai szertartásokon. Február 24-én belázasodott, és nehezen kapott levegőt, emiatt újra kórházba szállították, és gégemetszést hajtottak végre rajta. Március 13-án visszatért rezidenciájába. A húsvéti misét sem tudta pontifikálni, csak integetett a hívek tömegének.

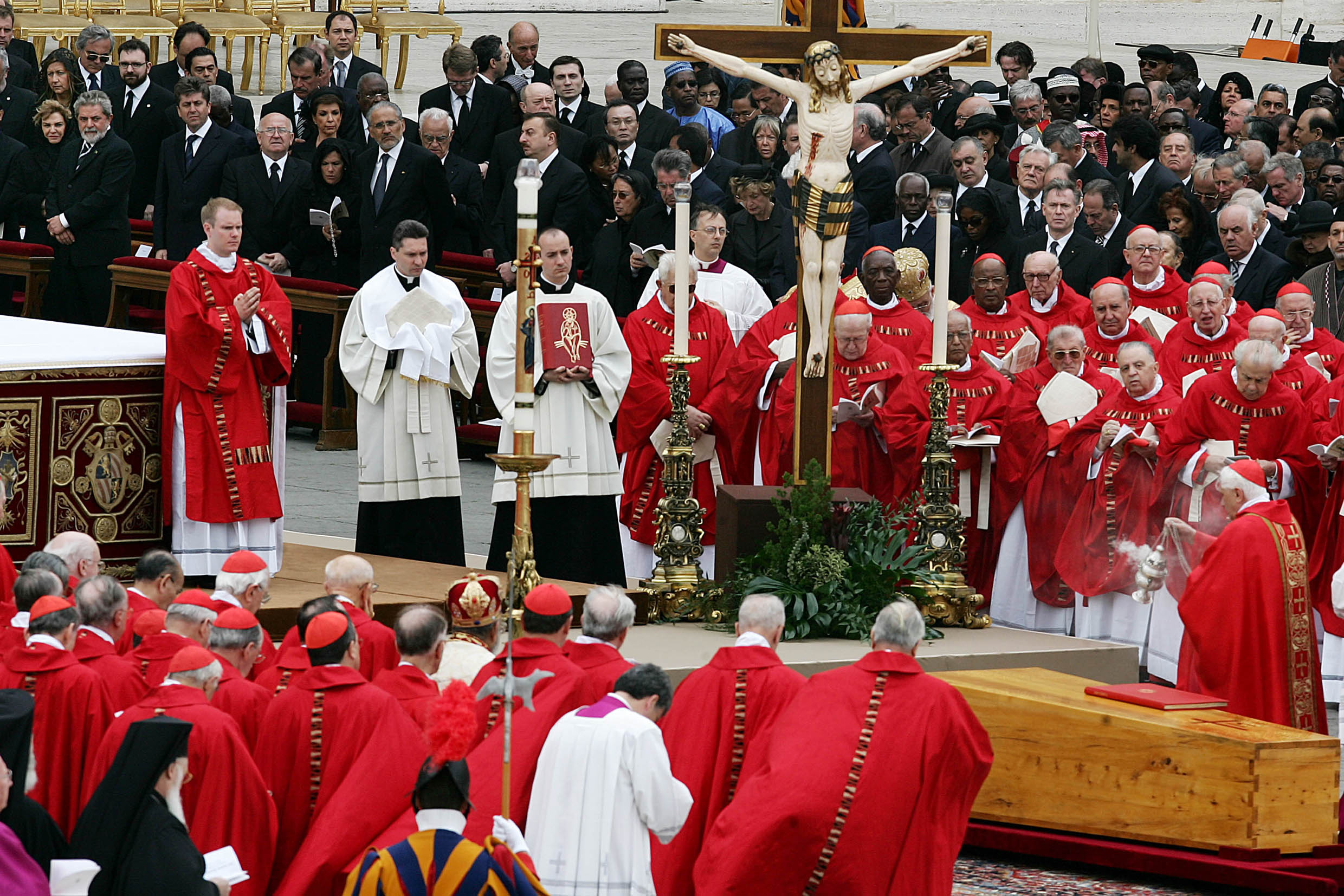
Temetése

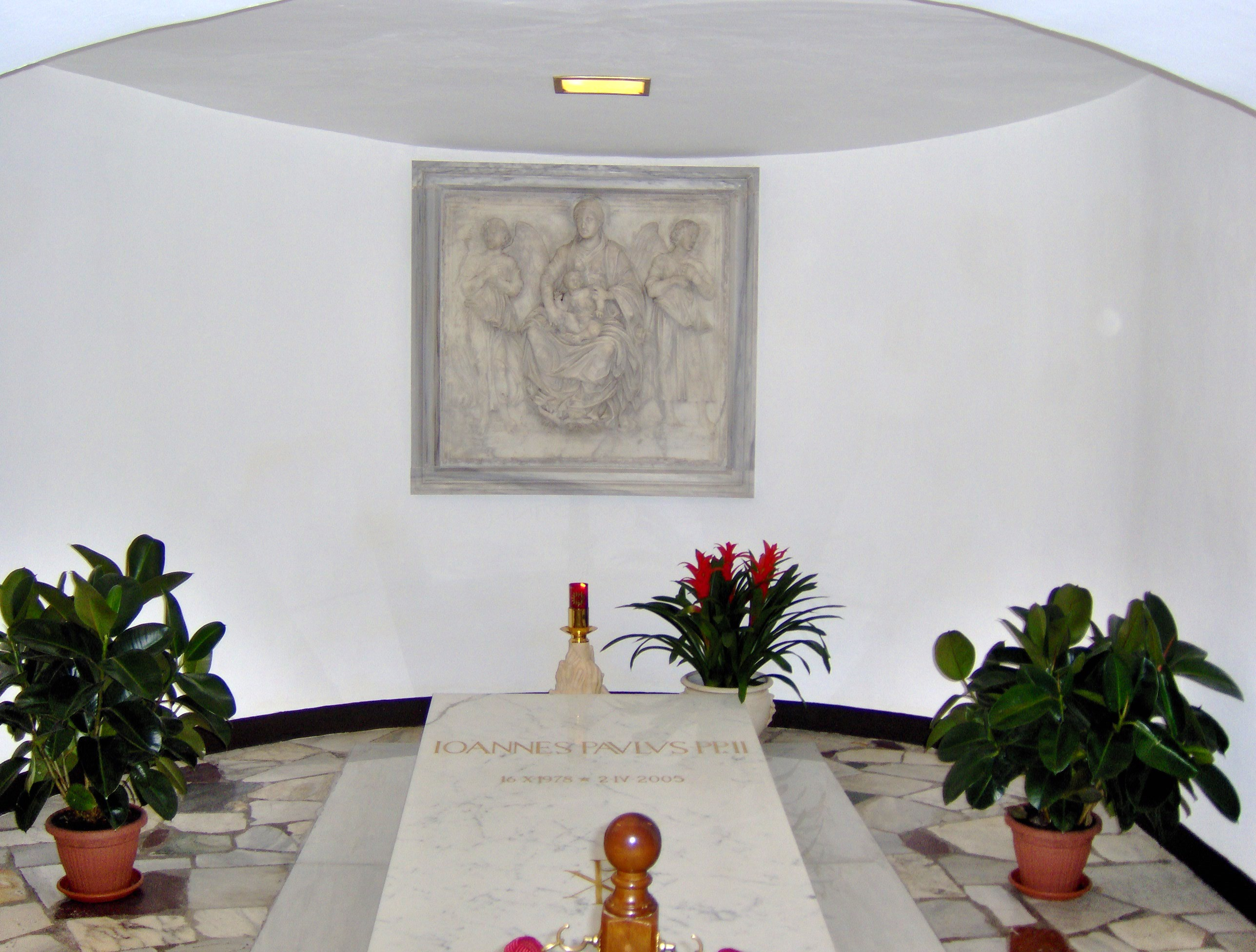
Sírja a Szent Péter-bazilika altemplomában a boldoggá avatásáig

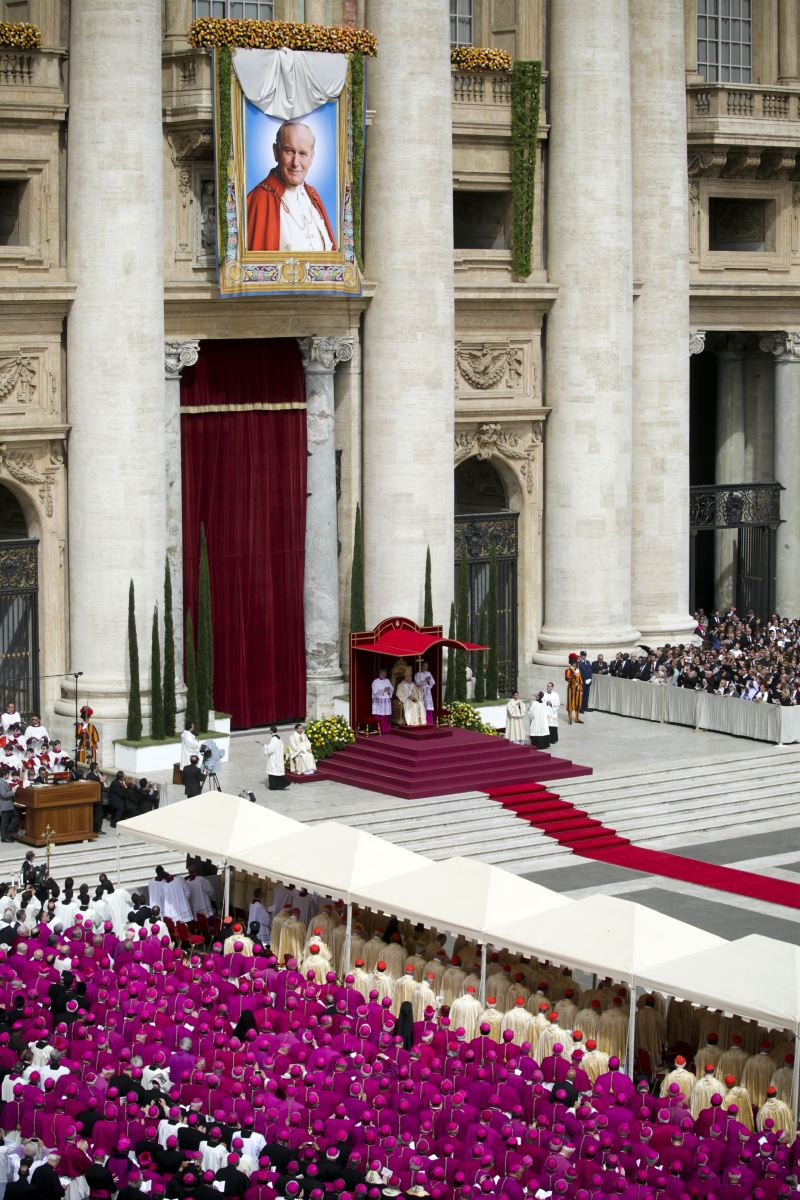
Boldoggá avatása a Szent Péter-bazilika előtt

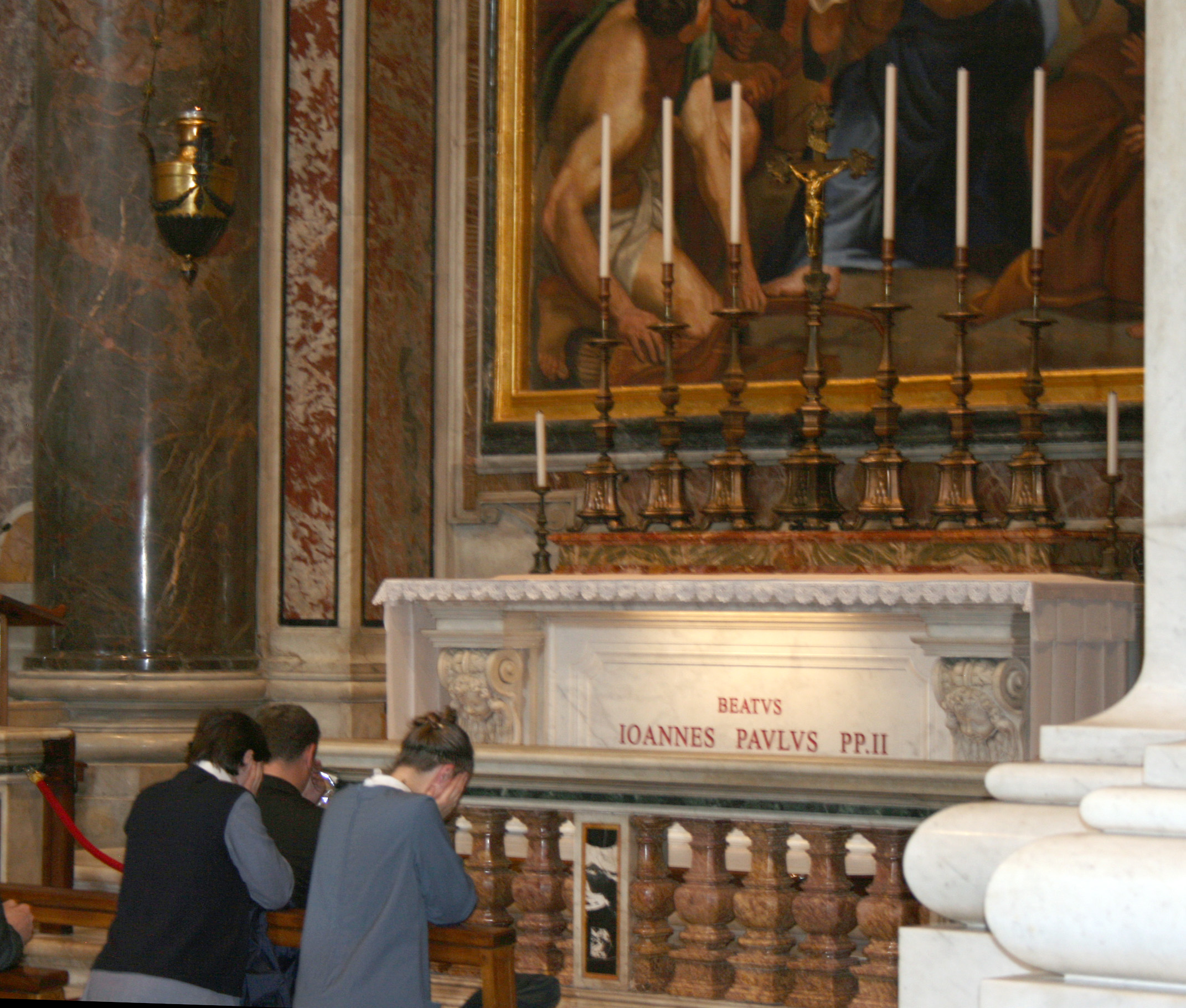
Koporsója a Szent Sebestyén-kápolna oltára alatt

Március 31-én egy fertőzés következtében belázasodott, de kérésére nem vitték kórházba, mert a Vatikánban szeretett volna meghalni.

### Halála, búcsúztatása, temetése
Április elsején állapota egyre rosszabbodott. Ugyanezen a napon szívrohamot is kapott. Délután öt óra körül elveszítette az eszméletét, és április 2-án 21 óra 37 perckor elhunyt. A halálhírt Joaquín Navarro-Valls vatikáni szóvivő jelentette be. Temetésére április 8-án került sor a vatikáni Szent Péter-bazilikában. A szertartást a bíborosi testület dékánja, Joseph Ratzinger vezette.

### Szentté avatása
Hívek egy csoportja kezdeményezte a pápa szentté avatását. Ennek első lépcsőfokát, a boldoggá avatási ügyet 2005. június 28-án megnyitották, és két évvel halála után az egyházmegyei szakasz le is zárult (az ügyirat ünnepélyes aláírására 2007. április 2-án kerül sor). A szentté avatások szabályai szerint öt évet kell várni valakinek a halála után, hogy megkezdhessék a szentté avatási procedúrát, azonban ettől az előírástól el lehet térni. Erre példát adott maga II. János Pál is, amikor idő előtt engedélyezte az eljárás megkezdését Kalkuttai Szent Teréz esetében, és őt halála után alig valamivel több mint hat évvel, 2003. október 19-én boldoggá is avatta.
A boldoggá avatás egyik feltétele, hogy történjen legalább egy olyan csoda, amely bizonyíthatóan az ő közbenjárásának tudható be. II. János Pál esetében megvizsgálták egy francia apáca meggyógyulásának körülményeit, és azt hivatalosan is megtörtént csodának ismerték el, de két újabb gyógyulást is az ő közbenjárásának tulajdonítanak.
2009 decemberében XVI. Benedek „tiszteletreméltó” címmel ruházta fel, ami az utolsó lépés a boldoggá avatás előtt. 2011. május 1-jén XVI. Benedek pápa boldoggá avatta. Másnap a koporsóját a Szent Péter-bazilika altemplomából a Szent Sebestyén-kápolna oltára alatti részbe helyezték át.
2013. április 25-én az orvosi bizottság, amely egy II. János Pál pápa közbenjárására történő gyógyulást vizsgált, kijelentette, hogy az eset tudományosan megmagyarázhatatlan. 2013. szeptember 30-án Ferenc pápa a napközi imaóra keretében kihirdette, hogy boldog XXIII. János pápával együtt 2014. április 27-én, húsvét második vasárnapján, az Isteni Irgalmasság ünnepén avatják szentté, ami meg is történt.

## Tevékenysége

### Tanítása
Pápasága alatt II. János Pál 14 pápai enciklikát (körlevelet) adott ki. Első három enciklikája a Szentháromságban egy Isten titkát tárgyalja. A második jelentős csoport a társadalmi tanítás kérdéskörét taglalja. Ezeken kívül további öt enciklikája egyháztani, három pedig antropológiai kategóriába sorolható.
- XIII. Leó pápa bocsátotta ki a Rerum novarum kezdetű enciklikát, amely a katolikus egyház társadalmi tanításának alapja. Megjelenésének századik évfordulóján jelent meg a Centesimus Annus kezdetű enciklika (1991, Centesimus Annus, katolikus.hu), amelyben János Pál értékeli az elődje által kiadott dokumentumokat, és a társadalom aktuális helyzetét.
- Evangelium Vitae kezdetű enciklikájában (1995, Evangelium Vitae, katolikus.hu) kiáll az emberi élet védelme mellett, beleértve a meg nem született gyermekek méltóságát és az öregségben és szenvedésben való életet.
- Fides et Ratio kezdetű enciklikájában (1998, Fides et Ratio, katolikus.hu) a hit és az értelem viszonyával, a filozófia szerepével foglalkozik.

Az ő nevéhez fűződik A katolikus egyház Katekizmusa című, az Egyház tanítását összefoglaló mű kiadása is, amelynek kidolgozásával 1986-ban egy Joseph Ratzinger vezette tanácsot bízott meg, és első (francia nyelvű) kiadása 1992-ben jelent meg.
Lásd még: II. János Pál pápa enciklikái

### Társadalmi és politikai álláspontja

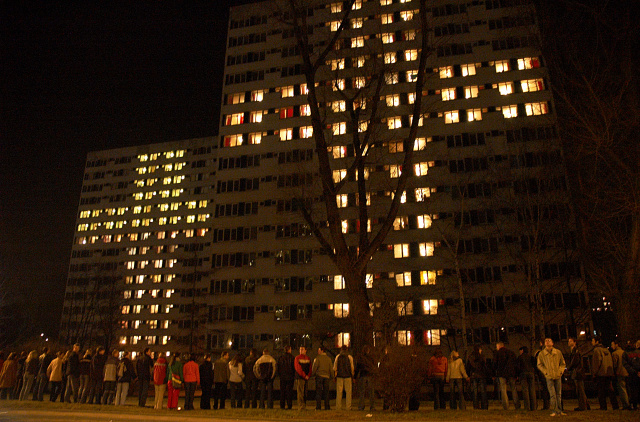
II. János Pálra emlékeznek Krakkóban

II. János Pál pápa számos erkölcsi kérdésben egyháza hagyományaihoz híven konzervatív álláspontot képviselt, ugyanakkor más területeken (főként a katolikus egyház addigi irányvonalához képest) liberálisabbnak számított.
A pápa az élethez való jog nevében felemelte szavát az abortusz, az eutanázia, a halálbüntetés és a fogamzásgátlás ellen. Ellenezte az azonos neműek házasságát.
Egyértelműen modern egyházfő volt abban a tekintetben, hogy kiválóan használta fel a tömegkommunikáció adta lehetőségeket és lelkipásztori útjait az evangelizáció céljaira, egyúttal igyekezett leépíteni a pápaság barokkos pompáját.
Az Egyház szociális tanításának megújítására ösztönözte mind a „létező” szocializmus válsága, mind az ipari társadalmak morális kiúttalansága. Azt hirdette, hogy keresztény erkölcsi alapokon meghaladható mind a „létező” szocializmus, mind a kapitalizmus. Mindezek alapján a szociális piacgazdaság és a többpártrendszerű demokrácia mellett állt ki.
2003-ban az iraki háború ellen is tiltakozott, egyik bíborosát elküldte George W. Bush elnökhöz, hogy próbálja jobb belátásra téríteni. Úgy tartotta, a konfliktust diplomáciai úton, az ENSZ irányításával kell megoldani. Szorgalmazta, hogy az Európai Unió Alkotmányos Szerződésében említést tegyen Európa keresztény örökségéről, de ezt nem sikerült elérnie (bár időközben az alkotmányos szerződés ratifikálási folyamata is megrekedt).

### Bocsánatkérések
II. János Pál pápasága második felében a megbékélés érdekében több esetben bocsánatot kért a katolikus egyház képviselői által a történelem folyamán különböző személyek és csoportok ellen elkövetett bűnökért, többek között a következőkért:
- Galileo Galilei meghurcolásáért és házi őrizetre ítéléséért a heliocentrikus világkép miatt (1992-ben);[48]
- az afrikaiaktól a keresztényeknek a rabszolgasággal kapcsolatban elkövetett bűneiért (1995-ben);[49]
- a nőkkel szemben elkövetett igazságtalanságokért (1995-ben);
- a protestánsokkal szemben a 16. századi ellenreformáció során elkövetett bűnökért (1995-ben);
- egyes keresztények hallgatásáért a holokauszt idején (1998-ban);
- Husz János megégetéséért (1999-ben);
- 2000-ben a türelmetlenségért és az erőszakért a másként gondolkodókkal szemben, a keresztes háborúk során elkövetett borzalmakért, az inkvizíció módszereiért, a keresztények közötti széthúzást eredményező vétkekért, a kiátkozásokért, üldözésekért;
- a zsidók ellen elkövetett vétkekért, a korábbi időszakokban tanúsított megvetésért, az ellenségeskedésért, a hallgatásért;
- az evangelizáció során elkövetett bűnökért: amelyek a béke és a népek jogai ellen hatottak, sértettek más kultúrákat és vallásokat, semmibe vették az emberi méltóságot, a nők, a más fajok és népcsoportok jogait;
- azokért a tettekért, amelyeket a társadalmi igazságosság, a gyengék, a még meg nem születettek ellen követtek el.[50][51][52]

### Lelkipásztori utazásai

II. János Pál utazásai (országok a látogatások száma szerint)

Nagyon sokat utazott: 104 külföldi utazása során több olyan országba is ellátogatott, ahol katolikus pápa azelőtt még nem járt. Elutazott Nagy-Britanniába, ahol találkozott az anglikán egyház fejével, II. Erzsébet brit királynővel; járt a többségében ortodox vallású Romániában – az 1054-es nagy egyházszakadás óta ő volt az első pápa, aki meglátogatott egy ortodox többségű országot –; Görögországban, ahol előtte ezer évig nem járt pápa; Damaszkuszban, ahol ő lett a történelem első katolikus pápája, aki látogatást tett egy mecsetben; és Auschwitzban, ahol szintén nem járt katolikus pápa előtte.
2000-ben a Szentföldre utazott; ez az utazás vallási és politikai szempontból is a legjelentősebbek közé tartozik. Találkozott két főrabbival és a jeruzsálemi főmuftival, meglátogatta a Jad Vasem holokauszt-emlékhelyet és imádkozott a Siratófalnál.
II. János Pál pápa kétszer tett látogatást Magyarországon: 1991. augusztus 16. és 20. között, valamint 1996. szeptember 6. és 7. között. Göncz Árpádot már a második világháborút követő évekből is ismerte egy közös ismerősük révén.

### Kapcsolata más keresztény felekezetekkel és más vallásokkal
Kereste az együttműködést és a megbékélést más keresztény felekezetekkel és a nem keresztény vallásokkal is. Találkozott és együtt imádkozott protestáns egyházak vezetőivel. Az együttműködés leginkább az anglikánokkal mélyült el; többször is találkozott a canterburyi érsekkel. Kevésbé volt eredményes az ortodoxokkal való kapcsolatfelvétel (a moszkvai pátriárkával nem tudott találkozni), de itt is történtek előremutató lépések.
Történelmi lépéseket tett a katolikusok és a zsidóság megbékélése felé: 1986-ban a pápák közül elsőként ellátogatott a római zsinagógába, a Vatikánban fogadta a jeruzsálemi főrabbit, és 2000-ben a Siratófalnál bocsánatot kért a keresztények által a zsidók ellen elkövetett bűnökért.

## A pápát ért kritikák

### Politikai konfliktusokban játszott szerepe
Egyes források szerint a Vatikán jelentős anyagi támogatást juttatott a lengyelországi Szolidaritásnak. Stanisław Dziwisz, a pápa személyi titkára pletykának, hazugságnak nevezte ezeket az állításokat.
Vitatott a Vatikán szerepe a balkáni háborúban, ahol állítólag (többek között A leleplezett Vatikán című könyv szerint) támogatást nyújtott Horvátországnak. Ennek részeként a nemzetközi közösséghez fordult a horvátokkal szembeni népirtás megfékezésére, ugyanakkor nem emelte fel szavát a horvátok által elkövetett bűnök miatt, és nem ítélte el Franjo Tuđmant sem, amikor csökkenteni próbálta a holokauszt súlyát.

### Botrányok pápasága alatt
Pápasága alatt több, papokat, püspököket érintő botrány pattant ki. Számos írországi, olaszországi és amerikai püspökről és papról derült ki, hogy apácákat erőszakolt meg vagy zaklatott szexuálisan. Nagy felháborodást keltett az is, amikor fény derült arra, hogy sok amerikai katolikus pap szexuális visszaéléseket követett el. A pápát ezekkel az ügyekkel kapcsolatban számos kritika érte, mivel a Vatikán sokáig belügyeként kívánta kezelni az eseteket, és noha már évek óta tudomása volt a visszaélésekről, nem tett érdemi lépéseket a megfékezésükre. Ennek kapcsán az Európai Unió parlamentje is elmarasztalta a Vatikánt egy határozatában.

### Kritikák liberális körökből
II. János Pált sokan bírálták azzal, hogy szerintük az óvszerhasználatot elutasító álláspontja hozzájárult az AIDS terjedéséhez az afrikai országokban. A hivatalos katolikus álláspont szerint ugyanis az AIDS terjedésének a monogám kapcsolat, a hűség és az önmegtartóztatás vet gátat, amelyet a világ legnagyobb életvédő szervezete, a Human Life International számokkal is igazolt.
Jóllehet a nők iránti tisztelete elismerést keltett, sokan a szemére vetették, hogy a nők társadalmi szerepéről alkotott felfogása – mely szerint a nők elsődleges hivatása az anyaság – túlságosan konzervatív. Nőszervezetek bírálták a terhességmegszakítás és a válás tilalma miatt is. Ugyancsak bírálatok érték a nők pappá szentelésének elutasítása miatt.

### Kritikák konzervatív körökből
II. János Pált nem csak konzervatív nézetei miatt érték kritikák: egyes egyházi csoportok szerint éppen hogy túl liberális irányvonalat képviselt. A második vatikáni zsinat eredményeit elvető, az ökumené, a nép nyelvén tartott szentmise és a vallásszabadság helyességét vitató Marcel Lefebvre érsek 1988-ban négy papot engedély nélkül püspökké szentelt, ami kiközösítést vont maga után.

### Szervezeti intézkedései

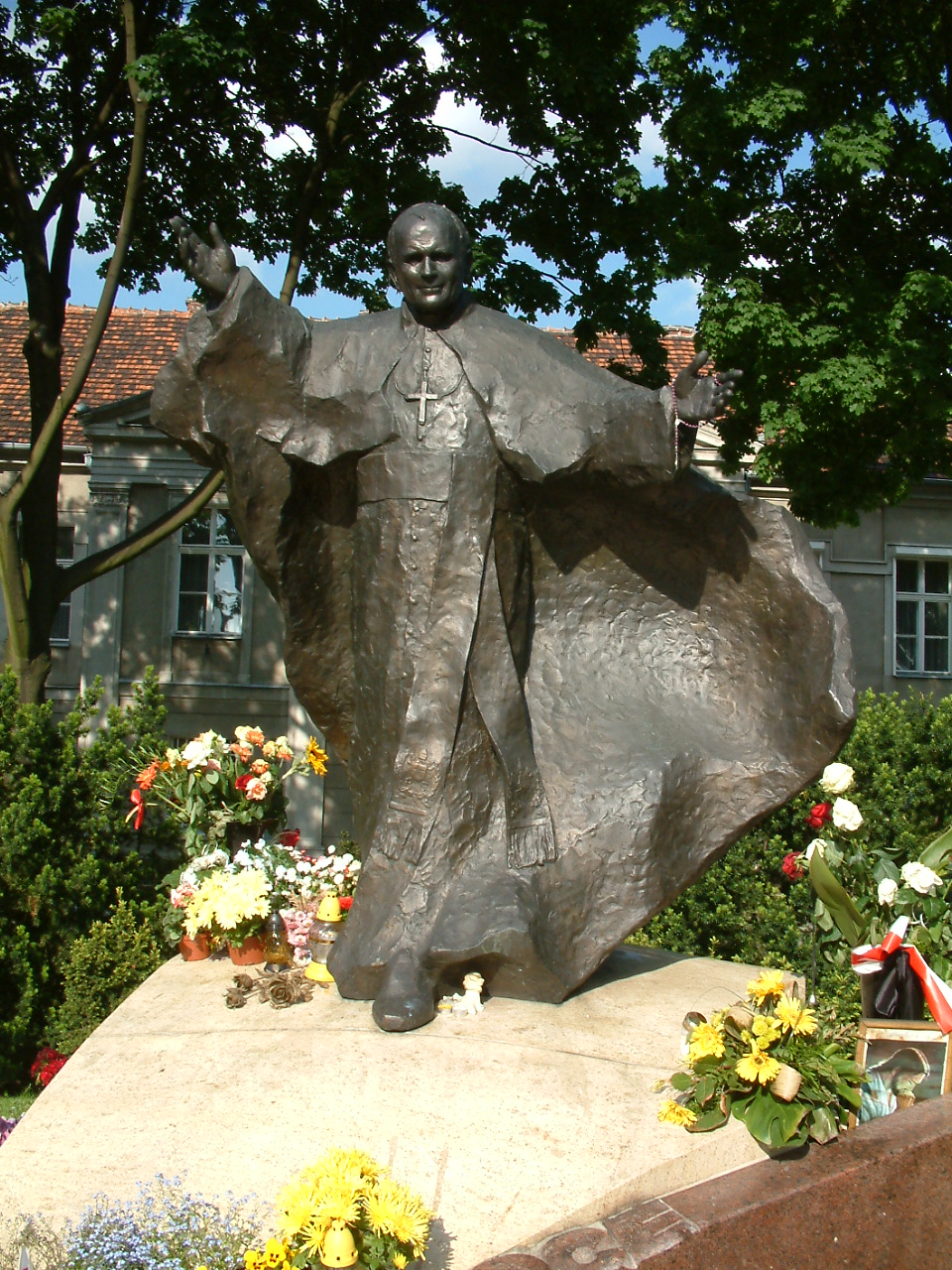
II. János Pál szobra Poznańban

Magyar katolikusok, többek között Tempfli József nagyváradi püspök sérelmezték, hogy 1999. május 7-9. közötti romániai látogatása csak Bukarestre korlátozódott, és nem látogatta meg az erdélyi magyarokat. Jakubinyi György gyulafehérvári érsek ezt a körülményekkel magyarázta.
Vitákat váltott ki Habsburg–Lotaringiai-házból való IV. Károly osztrák császár, magyar és cseh király 2004-es boldoggá avatása is, főként az első világháborúban játszott szerepe miatt.

## Emlékezete

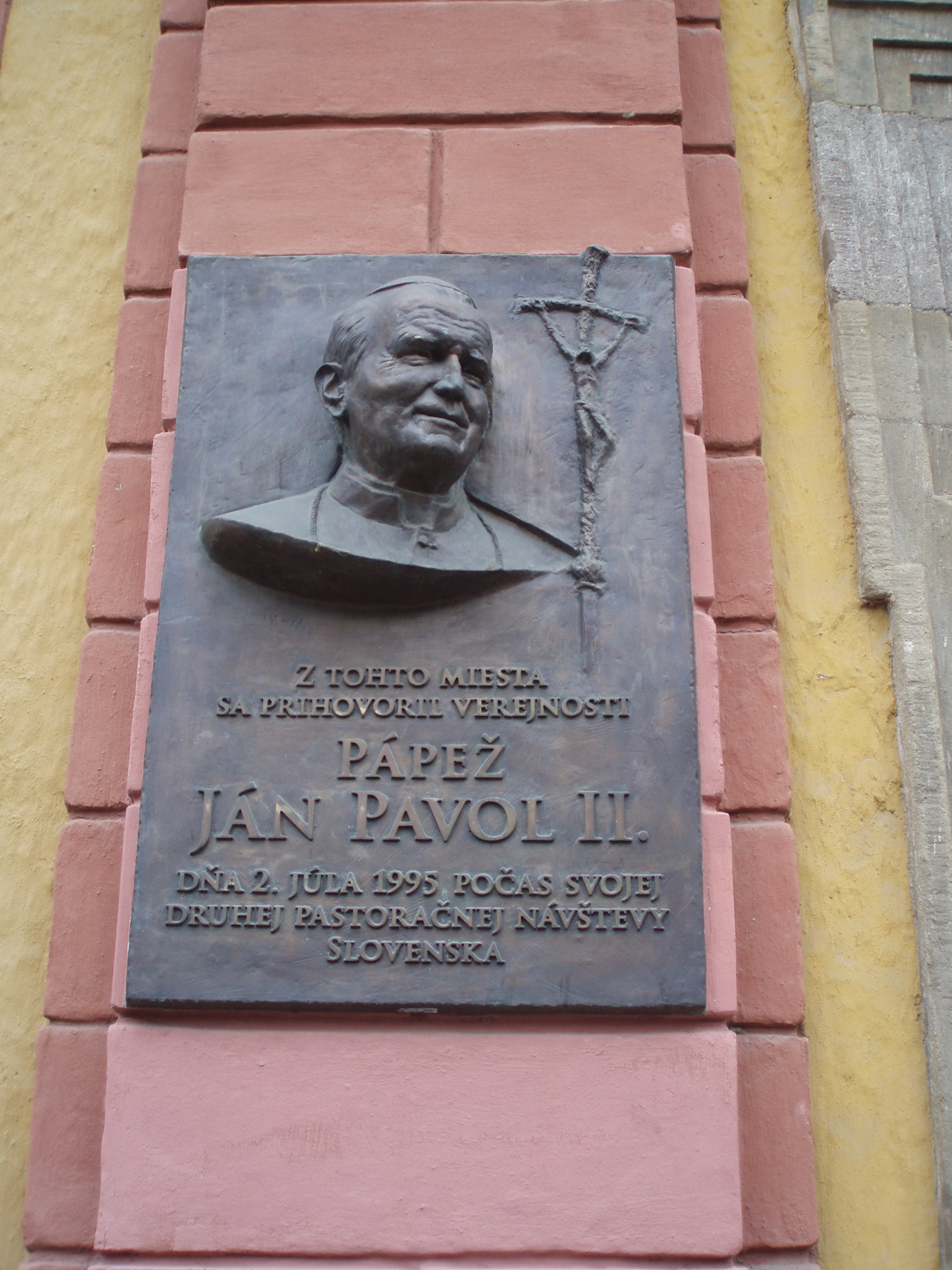
II. János Pál pápa emléktábla a kassai Fő utcában

Róla nevezték el a Pécs-Pogány összekötő utat, mivel 1991-ben a pogányi reptéren szállt le repülőgépével. Első magyarországi, egész alakos köztéri emlékművét 2008. március 29-én avatták fel Budapesten, a XVII. kerületi Rákoshegyen. Róla nevezték el 2011-ben Budapesten a korábbi Köztársaság teret. Halála óta a székesfehérvári Szent István-bazilika előtti tér is az ő nevét viseli. Róla nevezték el 1998-ban a krakkó-balicei repülőteret. A Szabolcs-Szatmár Bereg vármegyei Biriben utca viseli a nevét. Több helyen már életében szobrot emeltek neki. Miskolcon (Diósgyőrben) is teret neveztek el róla.

### Filmek életéről
- Karol, az ember aki pápa lett, (angolul: Karol: A Man Who Became Pope); olasz-lengyel-kanadai életrajzi film (2005), I-II. rész , rendező: Giacomo Battiato, zeneszerző: Ennio Morricone
- Karol – A pápa, aki ember maradt, (angolul: Karol: The Pope, The Man); olasz-lengyel-kanadai életrajzi film (2006), I-II. rész , rendező: Giacomo Battiato, zeneszerző: Ennio Morricone
- II. János Pál – A béke pápája, (angolul: Pope John Paul II); olasz-amerikai-lengyel életrajzi dráma (2005), rendező: John Kent Harrison, zeneszerző: Marco Frisina
- Félelem nélkül – II. János Pál (Megjelenés dátuma: 2005. december 1., Rendező: Jeff Bleckner, Zenéjét szerezte: Carlo Siliotto)

### Nevét viselő intézmények
- Szent II. János Pál Iskolaközpont (Budapest)
- II. János Pál Pápa Katolikus Általános Iskola (Bátonyterenye)
- II. Szent János Pál Katolikus Általános Iskola és Óvoda (Kecel)
- II. János Pál Katolikus Kollégium és Szakkollégium (Szombathely)
- Szent II.János Pál Sportcsarnok (Veszprém)
- Szent II. János Pál Pápa Idősek Otthona (Máriapócs)

## Érdekességek
Pápasága alatt is rendszeresen böjtölt és megtartóztatta magát az e világi szenvedélyektől. Szent Péter utódaként három ördögűzést hajtott végre.
Máriapócsi hivatalos látogatásakor már másodszor írt a templom vendégkönyvébe: első bejegyzését diákkorában, hátizsákos turistaként tette.
Egyik életrajzírója, André Fossard szerint azon kérdésére, hogy melyik lenne az az evangéliumi mondat, amelyet akkor választana, ha csak egyetlen mondatot hagyhatna örökül az utókornak, a pápa habozás nélkül azt válaszolta, hogy „az igazság szabaddá tesz titeket” (János 8. fej. 32.)

## Művei
- Documenta Catholica Omnia (latin nyelven). Cooperatorum Veritatis Societas. (Hozzáférés: 2011. december 6.)
- Karol Wojtyłaként: A mi Urunk festője (dráma)
- Karol Józef Wojtyłaként: Az aranyműves boltja (dráma)

## Magyarul megjelent művei
- Az eucharisztia és az egyház. Részletek II. János Pál pápa "Az egyház az eucharisztiából él" kezdetű enciklikájából és XVI. Benedek pápa "A szeretet szentsége" kezdetű apostoli buzdításából; szerk. Jánossy Gábor; Stella Maris Alapítvány, Budapest, 2020 (Az Eucharisztikus Világkongresszusra készülve)

### Pápai megnyilatkozások
- II. János Pál megnyilatkozásai I–III. Budapest: Szent István Társulat. 2005.  ISBN 9789633617427
- Pápai Megnyilatkozások. I-XXXIV: II. János Pál pápa megnyilatkozásai:
  - I-II. Redemptor Hominis enciklika a Megváltóról. 1979. III. 4. Ford. Diós István. Budapest, 1980
  - III. Dives in misericordia enciklika az irgalmas Atyaistenről. 1980. XI. 30. Ford. uő. Budapest, 1981
  - IV. Laborem exercens enciklika a szociális kérdésről. 1981. IX. 14. Ford. uő. Budapest, 1981
  - V. Familiaris consortio apostoli buzdítás a családról. 1981. XI. 22. Ford. uő. Budapest, 1982
  - VI. Keresztény Egységtitkárság: Ökumenikus direktorium I. (Az ökumenizmus ált. teendői. 1967. V. 14. – Az ökumenizmus a felsőoktatási intézményekben. 1970. IV. 16.) – Lelkipásztori instrukció az Eucharisztiáról. 1972. VI. 1. – Közlemény az instrukció után. 1973. X. 17.
  - VII. Aperite portas az 1983-i szentévet meghirdető bulla. 1983. I. 6. Ford. Diós István. Budapest, 1983
  - VIII. Salvifici doloris apostoli levél a szenvedésről. 1984. II. 11. Ford. Mártonffy Marcell OSB. Budapest, 1984
  - IX. Redemptionis donum apostoli buzdítás a szerzetességről. 1984. II. 25. Ford. Kiss László. Budapest, 1984
  - X. Parati semper apostoli levél az ifjúsághoz. 1985. III. 31. Ford. uő. Budapest, 1985
  - XI. Nagycsütörtöki levél a papokhoz. 1985. III. 31. Ford. uő. Budapest, 1985
  - XII. Reconciliatio et poenitentia apostoli buzdítás a bűnbánatról. 1984. XII. 2. Ford. uő. Budapest, 1985
  - XIII. Slavorum apostoli enciklika Szt Cirillről és Metódról. 1985. VI. 2. Ford. uő. Budapest, 1986
  - XIV. Dominum et vivificantem enciklika a Szentlélekről. 1986. V. 16. Ford. uő. Budapest, 1987
  - XV. Redemptoris Mater enciklika a Szűzanyáról. 1987. III. 25. Ford. uő. Budapest, 1987
  - XVI. Anno Mariano apostoli levél Mária évében a szerzeteseknek. 1988. V. 22. Ford. uő. Budapest, 1988
  - XVII. Euntes in mundum enciklika az oroszok megtérésének emlékezetére. 1988. I. 25. Ford. uő. Budapest, 1987
  - XVIII. Sollicitudo rei socialis enciklika a szociális kérdésről. 1987 XII. 30. Ford. uő. Budapest, 1988, átd. Goják János. (Az Egyház társadalmi tanítása) Budapest, 1993
  - XIX. Mulieris dignitatem apostoli levél a női méltóságról. 1988. VIII. 15. Ford. Kiss László. Budapest, 1989
  - XX. Christifideles laici apostoli buzdítás a világi krisztushívőkről. 1988. XII. 30. Ford. Török József. Budapest, 1990
  - XXI. Redemptoris missio enciklika a missziókról. 1990. XII. 7. Ford. Kiss László. Budapest, 1992
  - XXII. Centesimus annus enciklika a szociális kérdésről. 1991. V. 1. Ford. Balogh Gábor, Barabás Miklós, Goják János. Budapest, 1991
  - XXIII. Ex corde Ecclesiae apostoli rendelkezés a katolikus egyetemekről. 1990. VIII. 15. Ford. Széchényi Kinga. Budapest, 1991
  - XXIV. Veritatis splendor enciklika az erkölcs alapkérdéseiről. 1993. VIII. 6. Ford. Diós István. Budapest, 1994
  - XXV. Redemptoris custos apostoli buzdítás Szent Józsefről. 1989. VIII. 15. Ford. Katona Farkas Ferenc OCist. Budapest, é. n.
  - XXVI. Evangelium vitae enciklika az élet védelméről. 1995. III. 25. Ford. Diós István. Budapest, 1995
  - XXVII. Tertio millennio adveniente apostoli levél a 2000. év nagy jubileumáról. 1994. XI. 10. Ford. uő. Budapest, 1995
  - XXVIII. Pastores dabo vobis apostoli buzdítás a papságról. 1992. III. 25. Ford. uő. Budapest, 1995
  - XXIX. Orientale lumen apostoli levél XIII. Leó A keletiek méltósága kezdetű apostoli levele centenáriumáról. 1995. V. 2. Ford. Keresztes Szilárd. Budapest [1996]
  - XXX. Ut unum sint enciklika az ökumenikus törekvésekről. 1995. V. 25. Ford. Diós István. Budapest, 1995
  - XXXI. Vita consecrata apostoli buzdítás a szerzetesi életről. 1996. III. 25. Ford. uő. Budapest, 1996
  - XXXII. Dies Domini apostoli levél a vasárnap megszenteléséről. 1998. V. 31. Ford. uő. Budapest, 1998
  - XXXIII. Fides et ratio enciklika a hit és ész kapcsolatának természetéről. 1998. IX. 14. Ford. uő. Budapest, 1999
  - XXXIV. Incarnationis mysterium a 2000. év nagy jubileumát meghirdető bulla. 1998. XI. 29. Ford. uő. Budapest, 1999
  - XXXV. Novo millennio ineunte apostoli levél az új évezred kezdetén. Ford. Somorjai Gabi. Budapest, 2000
  - XXXVI. Rosarium Virginis Mariae apostoli levél a rózsafüzérről. 2002 X. 16. Ford. Diós István. Budapest, 2002
  - XXXVII. Ecclesia de Eucharistia enciklika az Eucharisztiáról. 2003. IV. 17. Ford. uő. Budapest, 2003
  - XXXVIII. Ecclesia in Europa apostoli buzdítás. 2003. VI. 28. Ford. uő. Budapest, 2003
  - XXXIX. Pastores gregis apostoli buzdítás a püspökről. 2003. X. 16. Ford. uő. Budapest, 2004
  - XL. Mane nobiscum Domine apostoli levél az Eucharisztia évéről. 2004. X. 7. Ford. uő. Budapest, 2004

### Online
- II. János Pál a Vatikán oldalain (angol, német, francia, spanyol, olasz)
- Életrajzi összeállítás, Életjel.hu
- John Paul II – BBC; értékelés (angol)
- Máté-Tóth András: II. János Pál pápa műve – Beszélő, 2005. június-július; értékelés
- Monety Papież Jan Paweł II na monetach kolekcjonerskich
- Gergely Jenő: A „remény pápája” – História, 2005. április; értékelés
- Gergely Jenő: Karol Wojtyla – História, 2005. április; kronológia
- A pápa beszéde Magyarországon tett látogatásakor a kultúra és a tudomány képviselőihez, 1991. augusztus 17.
- Pápai Tiara magyar – II. János Pál pápa
- Third pilgrimage of John Paul II to Poland, Institute of National Remembrance
- Bozók Ferenc: In memoriam II. János Pál, in. Új Ember, 2014. június 15.
- Sági György: II. János Pál – a pápa, aki átvezette az egyházat a harmadik évezredbe, 2020. május 18. (Hozzáférés: 2023. március 18.)

### Nyomtatott
- John O'Sullivan: Az elnök, a pápa és a miniszterelnök; ford. Árokszállási Zoltán; Helikon–Heti Válasz, Bp., 2010
- Gian Franco Svidercoschi: Karol története. Az ember, aki pápa lett; ford. Simonné Kajsza Krisztina; Mandorla-ház, Dunakeszi, 2010
- Soltész Ferenc Gábor: II. János Pál pápa magyarországi látogatásainak érmei és plakettjei; Magyar Éremgyűjtők Egyesülete, Bp., 2010
- Christpoher West: A test teológiája kezdőknek. Bevezetés II. János Pál pápa szexuális forradalmába; ford. Ryan-Nagy Beáta; Missio Christi Alapítvány, Bp., 2010
- Annalisa Borghese: Wojtyla asszonyai. Nők egy pápa életének tükrében; ford. Simonné Kajsza Krisztina; Mandorla-ház, Dunakeszi, 2011
- Alfonso Aguilar: Egy pápa arcai. Pillantások II. János Pál szemébe; előszó Arturo Mari, ford. Galambos Éva; Heti Válasz, Bp., 2011
- Török József: Szent Péter örökében. Boldog II. János Pál pápa; Ecclesia, Bp., 2011 (Ecclesia füzetek)
- Balázs Károly: Ne féljetek nevetni! Történetek a szent pápáról, II. János Pálról; Szt. Gellért, Bp., 2013
- A szeretet ragyogása. Boldog II. János Pál pápa szentté avatása tiszteletére. A Tilma a Gyermekművészetért Alapítvány nemzetközi gyermekrajz vándorkiállítások zsürizett alkotásainak válogatása, 2006–2014; összeáll. Basáné Révész Erzsébet; Pápai Missziós Művek, Bp., 2014
- Andreas Englisch: II. János Pál csodái; ford. Kosztolánczi Krisztina; Lazi, Szeged, 2014
- Paweł Zuchniewicz: II. János Pál csodái; ford. Rostetter Szilveszter; Jel, Bp., 2014
- Ha nem hallasz, hajolj le... Történetek, anekdoták Szent II. János Pál pápáról; összeáll., ford. Koncz Éva; s.n., Bp., 2014
- Közeledj Istenhez és utat mutat számodra. XXIII. János és II. János Pál 8 erénye, ami közelebb visz a boldogsághoz; szerk. Verebné Sárközi Réka; Laudetur, Szeged, 2014
- Remény a reménytelenségben. Főpásztorok a kelet-közép-európai diktatúrákban. Stefan Wyszyński, Karol Wojtyła, Márton Áron, Mindszenty József; szerk. Soós Károly, Zombori István; METEM–Historia Ecclesiastica Hungarica Alapítvány, Bp.–Szeged, 2014
- A szentek köztünk élnek. Vallomások Szent XXIII. János és Szent II. János Pál pápákról; szerk. Gégény István; Új Ember, Bp., 2014
- Hesemann–Arturo Mari: II. János Pál. Örökség és karizma; ford. Diós István; Szt. István Társulat, Bp., 2014
- Andreas Englisch: II. János Pál pápa. Karol Wojtyla titka; ford. Szabó Katalin; Agapé, Szeged, 2014 (Az életszentség nagymesterei)
- II. János Pál pápa közelében. Barátok és munkatársak vallomásai. XVI. Benedek emeritus pápa exkluzív interjújával; szerk. Wlodzimierz Redzioch, ford. Diós István; Szt. István Társulat, Budapest, 2015
- Jason Evert: Nagy Szent II. János Pál pápa; ford. Miklósházy P. A.; fordítói, Toronto, 2015
- Totus tuus. Egészen a tiéd. Szent II. János Pál emlék-konferencia. Kecskemét, 2015. október 16.; szerk. Lévai Jánosné; Alföld Idegenforgalmáért Alapítvány, Kecskemét, 2015
- II. János Pál pápa közelében. Barátok és munkatársak vallomásai. XVI. Benedek emeritus pápa exkluzív interjújával; szerk. Wlodzimierz Redzioch, ford. Diós István; Szt. István Társulat, Bp., 2015
- Bereznai Zsuzsanna–Schőn Mária: Könnyek népe. A hajósi sváb parasztság sorsa 1938–1954 között; Önkormányzat, Hajós, 2017
- Sztanyekné Hossó Nikoletta: Politika és protokoll. Az első magyarországi pápalátogatás kulisszatitkai 25 év távlatából; CEPoliti, Bp., 2017
- Pap bácsi, kösd be a cipőmet! Történetek, anekdoták Szent II. János Pál pápáról; összeáll., ford. Koncz Éva; Új Ember–Magyar Kurír, Bp., 2019
- A függetlenség szentje. Szent II. János Pál pápa (1920–2005) pápasága bélyegeken és képeslapokon Steindl Rezső gyűjteménye alapján; szerk. Joanna Urbańska, Steindl Rezső, Farkas Csaba; Szülőföld, Gencsapáti, 2020
- Ne félj kitárni szívedet! Szent II. János Pál pápa születésének 100. jubileumára; szerk. Verebné Sárközi Réka; Laudetur, Szeged, 2020